# Bonin
Bonin es un pueblo perteneciente a la gmina Choszczno, powiat de Choszczno, voivodato de Pomerania Occidental, Polonia.

## Superficie
Cuenta con una superficie de 5,280 kilómetros cuadrados.

## Demografía
Hasta 2021 la población era de 59 habitantes, con una densidad de población de 11,17 habitantes por kilómetro cuadrado. El 50,8% conformada por hombres y el 49,2% por mujeres. De estos, el 18,6% corresponden a menores de edad de 0-17 años, 52,5% a personas entre 18-64 años y el 28,8% a personas de 65 o más años.
| Gráfica de evolución demográfica de Bonin entre 2011 y 2021 |
|                                                             |
| Datos según City Population.                                |